# Pogonotriccus
Genre
Synonymes
- Phylloscartes Cabanis & Heine, 1859[2]
- Pogonotriccus Cabanis & Heine, 1859[2]

Pogonotriccus est un genre de passereaux de la famille des Tyrannidae. Il se trouve à l'état naturel dans le Nord de l'Amérique du Sud,,,,,,.
Le genre est défini en 1860 par les ornithologues allemands Jean Cabanis et Ferdinand Heine, qui utilisent Pogonotriccus eximius comme espèce type. Pogonotriccus a longtemps été fusionné avec le genre Phylloscartes. Malgré tout, en 2004, John W. Fitzpatrick, dans le 9e volume du Handbook of the Birds of the World, choisit de traiter Pogonotriccus comme un genre séparé en se basant sur les légères différences de comportement des oiseaux des deux genres. Frank Gill and David Donsker reconnaissent ensuite également Pogonotriccus comme un genre séparé pour le compte du Congrès ornithologique international. Les arguments pour la séparation des deux genres sont malgré tout faibles : une étude de phylogénétique moléculaire de 2009 ne montre que des différences génétiques minimes entre les deux genres.

## Liste des espèces
Selon la classification de référence du Congrès ornithologique international (version 14.2, 2024) :
- Pogonotriccus poecilotis (Sclater, PL, 1862) — Tyranneau varié
- Pogonotriccus chapmani (Gilliard, 1940) — Tyranneau de Chapman
- Pogonotriccus ophthalmicus Taczanowski, 1874 — Tyranneau marbré
- Pogonotriccus orbitalis (Cabanis, 1873) — Tyranneau à lunettes
- Pogonotriccus venezuelanus von Berlepsch, 1907 — Tyranneau du Venezuela
- Pogonotriccus lanyoni (Graves, GR, 1988) — Tyranneau de Lanyon
- Pogonotriccus eximius (Temminck, 1822) — Tyranneau distingué
- Pogonotriccus paulista (Ihering & Ihering, 1907) — Tyranneau de Sao Paulo
- Pogonotriccus diffililis (Ihering & Ihering, 1907) — Tyranneau d'Ihering